# 康文特斯泰申
康文特斯泰申（英語：Convent Station）是位於美國新澤西州摩里斯縣的非建制地區。

## 歷史
康文特斯泰申的郵局自1878年營運至今。

## 地理
康文特斯泰申所處的海拔為高於海平面113米（即371英呎），而該地所採用的時區為UTC-5，即北美东部时区（EST）。同時該地設有夏令時間，為UTC-5調快一小時，即UTC-4（EDT）。